# Osman Mema
Osman Mema (Tirana, Albania Italiana; 2 de julio de 1939-25 de septiembre de 2023) fue un futbolista albanés que jugó en la posición de centrocampista. Fue uno de los futbolistas más condecorados de Albania al haber sido campeón nacional en nueve ocasiones.

## Equipos
| Periodo   | Club         |
| --------- | ------------ |
| 1958      | 17 Nëntori   |
| 1958–1965 | KF Partizani |
| 1965–1971 | 17 Nëntori   |

## Logros
- Kategoria Superiore (9): 1958, 1959, 1961, 1962–63, 1963–64, 1965–66, 1967, 1968, 1969–70
- Copa de Albania (3): 1958, 1961, 1963–64

## Vida personal
Osman era parte de la dinastía Mema, una familia que ha producido gran cantidad de futbolistas a lo largo de los años. Sus hermanos Haxhi y Ali también fueron futbolistas, así como su sobrino e hijo de Haxhi Sulejman, y el hijo de Ali Ardian, quien principalmente jugó para el Tirana y luego pasó a ser entrenador.